# Kandilli
Kandilli is een wijk in het district Üsküdar, in de Turkse stad Istanbul. Kandilli ligt aan de Aziatische kant van de Bosporus, tussen de eerste en tweede Bosporusbrug en markeert het smalste en diepste deel van de Bosporus, die daar iets meer dan 700 meter breed en 110 meter diep is. Kandilli wordt aan de zuid- en noordzijde begrensd door respectievelijk de wijken Vaniköy en Göksu.
De geschiedenis van Kandilli gaat terug naar de Byzantijnse tijd, waarvan heden nog sporen te vinden zijn. In de Ottomaanse tijd was Kandilli bij de sultans een populair buitenverblijf en is er in de tweede helft van de 19e eeuw het Adile Sultan paleis gebouwd, later beter bekend als het Kandilli Kız Lisesi (Kandilli meisjesschool). In die periode werd Kandilli ook populair onder vooraanstaande families uit binnen- en buitenland en verkreeg het een karakter van een chic dorpje met aan de waterlijn een rits houten waterpaviljoenen, karakteristiek voor de Bosphorus. Halverwege de 20e eeuw raakten de vele historische gebouwen in Kandilli in verval, maar tegen het eind van die eeuw kreeg de wijk een beschermde status door de Bosporuswet die in 1983 bekrachtigd werd. Sindsdien ondergaat het restauraties en is Kandilli anno 2023 een aantrekkelijk kleine groene wijk. Behalve om de karakteristieke houten huizen is de wijk ook bekend om Kandilli rasathanesi, een sterrenwacht waar zich tevens het nationale onderzoekscentrum van aardbevingen bevindt.

## Oorsprong naam
'Kandilli' (Turks voor 'met lantaarn') verwijst naar het historische gebruik van lantaarntjes aan de kustlijn. Over de oorsprong van dit gebruik gaan verschillende verhalen de ronde. Een hiervan suggereert dat in 1632 de toenmalige sultan Murat IV de bouw van een paleis verordonneerd zou hebben in wat toen een tuin aan de Bosporus was. Korte tijd na verblijf aan dit paleis (er is overigens geen bewijs van het ooit bestaan hebben van deze paleis) werd een zoon geboren, wat gevierd werd door de tuin gedurende zeven nachten met lantaarntjes te versieren. Sindsdien zou men deze tuin Kandillibahçesi (lantaarntuin) gaan noemen, wat later Kandilli werd.
Een ander verhaal suggereert dat, omdat de neus van Kandilli in het nauwste en door verraderlijke stromingen gevaarlijkste deel van de Bosporus ligt, de passerende boten in het verleden met een lantaarn (kandil) – een eenvoudige vorm van een vuurtoren – gewaarschuwd werden.